# Neostichtis clarinota
Neostichtis clarinota är en fjärilsart som beskrevs av Embrik Strand 1913. Neostichtis clarinota ingår i släktet Neostichtis och familjen nattflyn. Inga underarter finns listade i Catalogue of Life.